# Ursulas källa

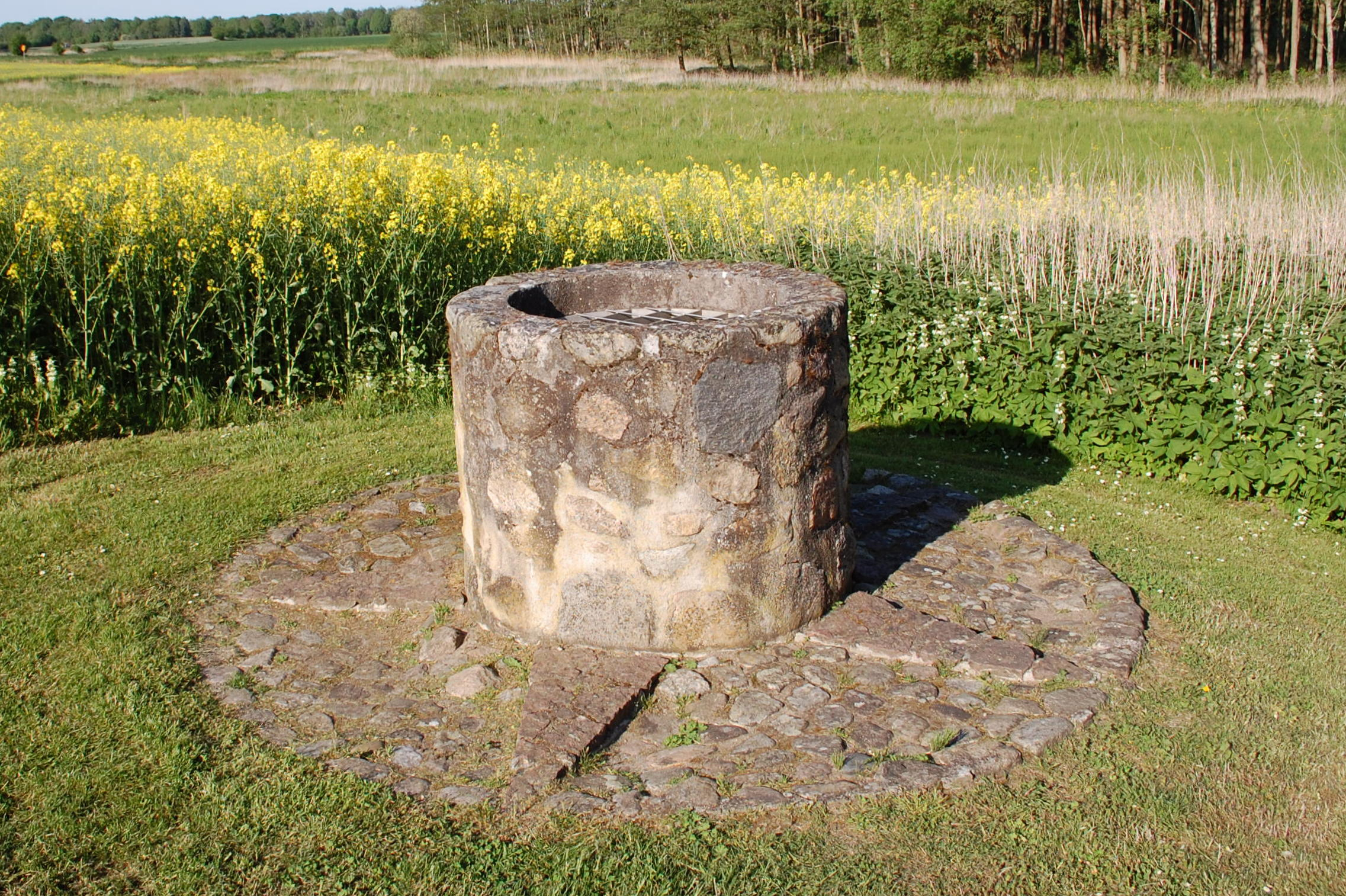
Sankt Ursulas källa

Ursulas källa är en gammal offerkälla vid Ivö kyrka på Ivö.
Källan har fått sitt namn efter Ivö kyrkas skyddshelgon Sankta Ursula. Legenden berättar att ärkebiskop Anders Sunesen en julafton skickade en tjänare till källan för att hämta vatten men att vattnet då förvandlats till vin.
Man offrade i källan in på 1700-talet och gamla mynt har hittats i den. I slutet av 1700-talet övergavs källan och förföll. Kyrkoherden Hampus Ahlgren återställde källan då han tillträdde sin tjänst 1809. Senast källan renoverades var 1989.